# 18239 Ekers
A 18239 Ekers (ideiglenes jelöléssel 1251 T-2) a Naprendszer kisbolygóövében található aszteroida. Cornelis Johannes van Houten,   Ingrid van Houten-Groeneveld és Tom Gehrels fedezte fel 1973. szeptember 29-én.